# گرت شلدون
گرت شلدون (انگلیسی: Gareth Sheldon؛ زادهٔ ۳۱ ژانویهٔ ۱۹۸۰) بازیکن فوتبال اهل بریتانیا است.
از باشگاه‌هایی که در آن بازی کرده‌است می‌توان به باشگاه فوتبال تاموورث، باشگاه فوتبال اکستر سیتی، تیم سی فوتبال ملی انگلیس، باشگاه فوتبال بولهال سویفتس، باشگاه فوتبال آترستون تاون، باشگاه فوتبال اسکانتورپ یونایتد، باشگاه فوتبال هرفورد یونایتد، باشگاه فوتبال کیدرمینستر هاریرس، و باشگاه فوتبال برادون هیل اشاره کرد.
وی همچنین در تیم ملی فوتبال تیم سی فوتبال ملی انگلیس بازی کرده‌است.